# تلمبه احمدآباد (فردوس)
تلمبه احمدآباد یک منطقهٔ مسکونی در ایران است که در دهستان فردوس (رفسنجان) واقع شده‌است.